# El Pujolet (Castellterçol)
El Pujolet és una masia del terme municipal de Castellterçol, al Moianès.
Està situada a tocar de l'estrem de ponent del nucli de la vila de Castellterçol, al nord de la carretera de Granera, la BV-1245.